# ГЕС Lemonthyme
ГЕС Lemonthyme – гідроелектростанція у Австралії на півночі острова Тасманія. Знаходячись між ГЕС Rowallan (11 МВт) та ГЕС Фішер (46 МВт) з однієї сторони і ГЕС Cethana з іншої сторони, входить до складу дериваційного гідровузла Mersey – Forth, який використовує ресурс зі сточища річок, що дренують північний схил Центрального нагір’я Тасманії та впадають у Бассову протоку (Мерсі біля Девенпорту, а  Forth на десяток кілометрів західніше від цього міста).
Розташована у верхній частині гідровузла станція Lemonthyme використовує ресурс лише зі сточища Мерсі. На цій річці звели кам’яно-накидну греблю Парангана висотою 53 метри та довжиною 189 метрів, яка потребувала 382 тис м3 матеріалу та утримує водосховище з площею поверхні 1,14 км2 та об’ємом 14,8 млн м3. При цьому вода з верхів’я самої Мерсі надходить сюди минувши ГЕС Rowallan, а ресурс із  її правої притоки Фішер (яка має устя саме на ділянці сховища Парангана) – через дериваційну ГЕС Фішер.
Зі сховища прокладено дериваційний тунель довжиною 6,5 км, який перетинає водорозділ та виходить в долину річки Forth. На завершальному етапі ресурс прямує через напірний водовід довжиною 1,6 км, котрий виводить до наземного машинного залу.
Основне обладнання станції становить одна турбіна типу Френсіс потужністю 54 МВт, яка при напорі у 139 метрів забезпечує виробництво 313 млн кВт-год електроенергії на рік.
Видача продукції відбувається по ЛЕП, розрахованій на роботу під напругою 220 кВ.